# Osmyk ryjkowcowiec
Osmyk ryjkowcowiec (Cerceris quadrifasciata) – gatunek owada z rodziny grzebaczowatych.

## Zasięg występowania
Europa, gatunek szeroko rozpowszechniony. Notowany w Albanii, Anglii (tylko Hrabstwa Essex oraz Kent), Austrii, Belgii, Bułgarii, Chorwacji, Czarnogórze, Czechach, Danii, Finlandii, we Francji, w Grecji, Hiszpanii, Holandii, na Litwie, w Luksemburgu, na Łotwie, w Niemczech, Norwegii, Polsce, Portugalii, Rumunii, Serbii, na Słowacji, w Słowenii, Szwecji, Szwajcarii, europejskiej części Rosji, na Ukrainie, Węgrzech, we Włoszech.
W Polsce występuje pospolicie w całym kraju.

## Budowa ciała
Samice osiągają 9–13 mm długości, zaś samce 8–11 mm.
Ubarwienie ciała w większości czarne. Scutellum czarne, zatarczka czarna bądź żółta. Na odwłoku poprzeczne przepaski przewężone po stronie grzbietowej. Czoło nad nadustkiem u samca jest żółte, u samicy zaś – czarne. Czułki ciemnoczerwone u nasady, dalej czarne. Skrzydła mocno przydymione.

## Biologia i ekologia

### tryb życia i biotop
Zasiedla piaszczyste, otwarte tereny, najchętniej w pobliżu drzew bądź innej roślinności. Aktywny od maja do sierpnia.

### Odżywianie
Imago żywią się pyłkiem i nektarem. Larwy zjadają przynoszone przez samice ryjkowce, głównie z rodzajów naliściak i Polydrusus.